# Grande monumento Mansudae

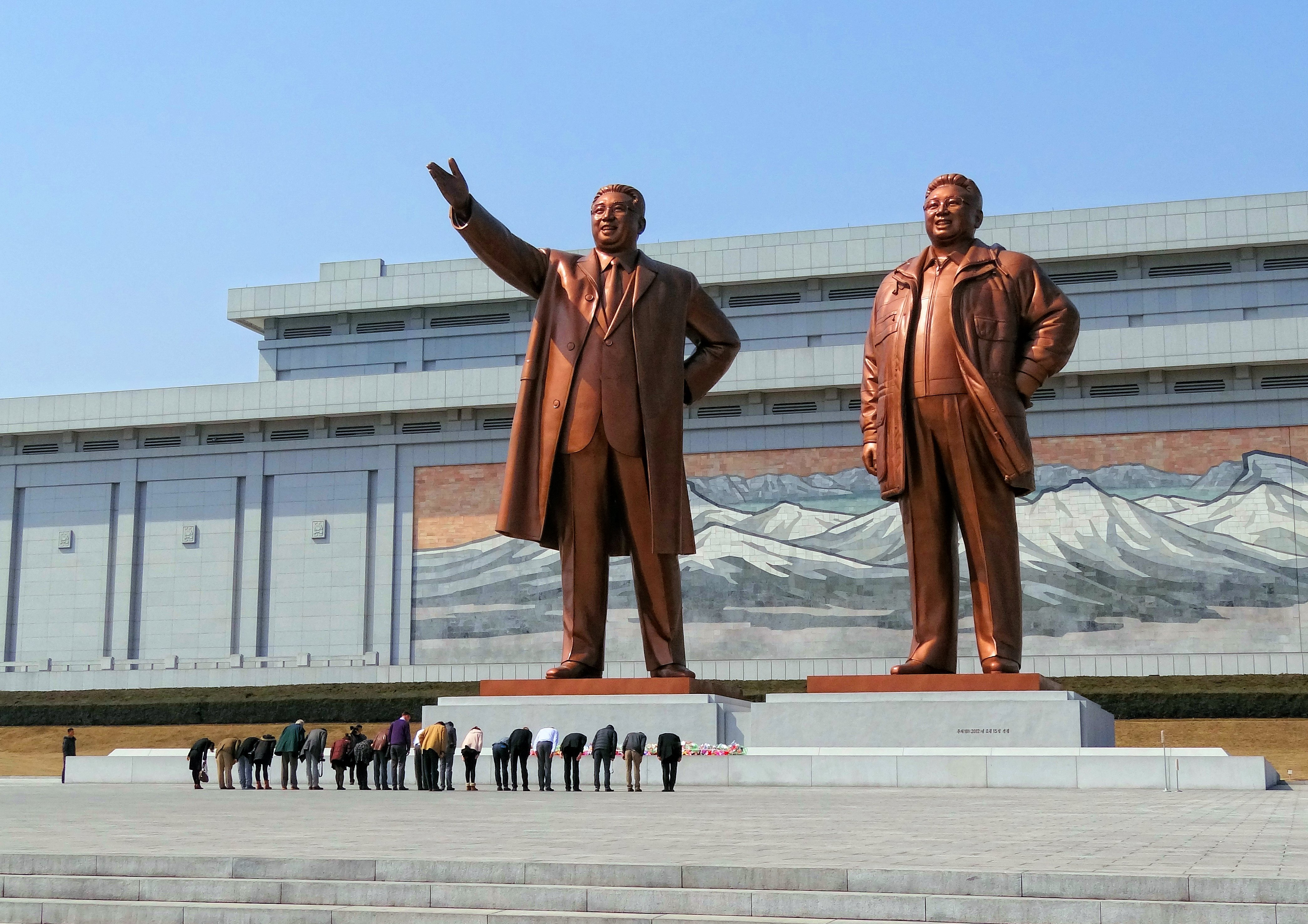
Il Grande monumento Mansudae nel 2014

Il Grande monumento Mansudae (만수대대기념비?, 萬壽臺大紀念碑?, mansudaedaeginyŏmbiMR) è un complesso di 229 monumenti sul colle Mansu a Pyongyang, in Corea del Nord, atto a commemorare la lotta rivoluzionaria della popolazione nordcoreana e i leader del paese. La parte più celebre del monumento consiste nelle due statue di bronzo di Kim Il-sung e Kim Jong-il, alte 20 metri e realizzate dallo Studio artistico Mansudae.

## Storia
Il monumento venne completato nell'aprile del 1972 per commemorare il sessantesimo compleanno del leader Kim Il-sung. Esso presentava inizialmente solo la sua statua, coperta in foglia d'oro. Dopodiché si optò per il bronzo.
In seguito alla morte di Kim Jong-il nel 2011 venne eretta una statua simile sul lato sinistro del monumento di Kim Il-sung. In occasione di questi lavori venne aggiornata la statua del leader eterno: insieme al sorriso, gli fu data un'età più veneranda. Inizialmente Kim Jong-il portava una giacca simile a quella del padre; tuttavia, essa venne presto sostituita con il suo caratteristico parka. Secondo fonti sudcoreane il costo della seconda statua ammonterebbe a 10 milioni di dollari. I lavoratori nordcoreani all'estero hanno dovuto donare 150$ ciascuno per finanziare la realizzazione del progetto.

## Descrizione

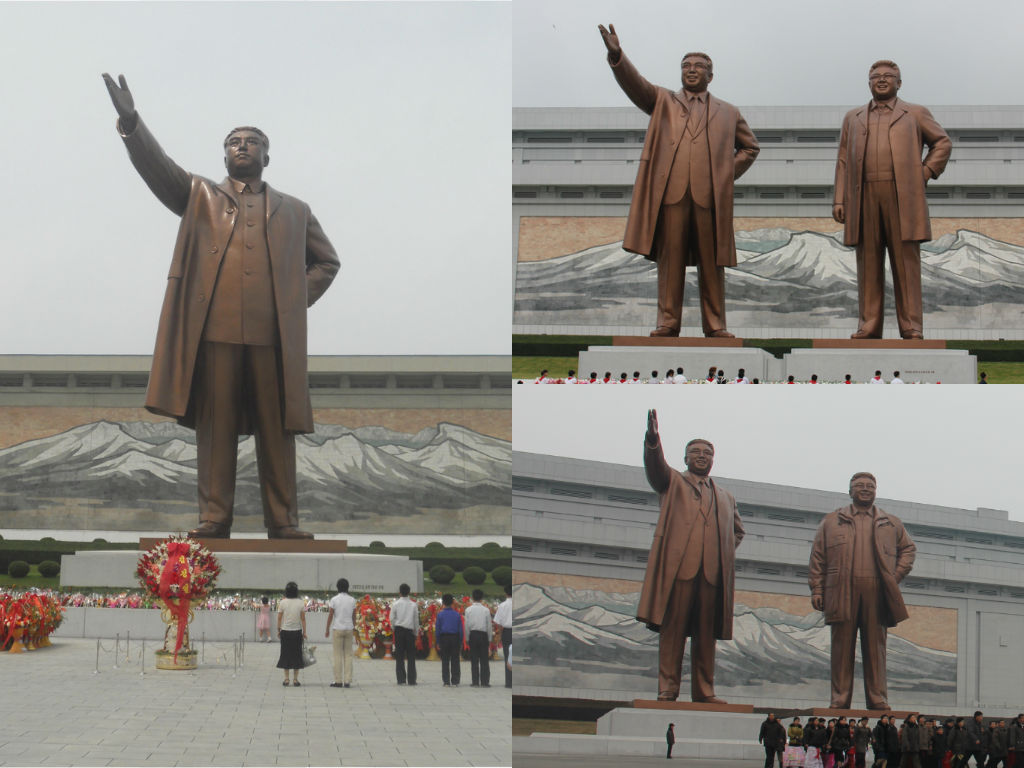
Il monumento ha subito diverse modifiche: a sinistra si può vedere la statua originale di Kim Il-sung così com'era nel 2010; in alto a destra una foto del 2012 con un Kim Il-sung più anziano e con il nuovo monumento a Kim Jong-il; in basso a sinistra una foto del 2014 raffigurante statua di Kim Jong-il con il suo nuovo parka.

Dietro alle due statue principali vi è un muro del museo rivoluzionario della Corea, con un mosaico murale raffigurante un paesaggio del monte Paektu, la montagna consacrata alla rivoluzione. Ai lati delle due statue ci sono altri due monumenti con rappresentazioni di soldati, lavoratori e contadini nella loro lotta anti-giapponese e di rivoluzione socialista. Le numerose figure umane sono alte intorno ai 5 metri.
Uno dei siti ufficiali in inglese della Corea del Nord descrive così il Grande monumento Mansudae:
Not only on national holidays and commemoration days but on ordinary days it is crowded with people to present floral baskets and bouquets before the statues. Wedding couples are often seen there. The visiting foreigners, too, climb the hill and pay their high tribute to the great Generalissimos.»
Numerosi gruppi di persone presentano cesti floreali e bouquet davanti alle statue non solo durante le feste nazionali, ma anche nei giorni ordinari. Vengono spesso viste delle coppie di sposi. Anche i turisti stranieri scalano il colle e rendono alti omaggi ai grandi Generalissimi.»
(Sito web ufficiale della Corea del Nord)
Tutti i visitatori, anche i turisti stranieri, devono chinare la testa davanti al monumento e poggiare mazzi di fiori per mostrare rispetto nei confronti dei leader. È permesso scattare fotografie delle statue, a patto che includano i corpi di Kim Il-sung e Kim Jong-il nella loro interezza.